# Nida Patcharaveerapong
Nida Patcharaveerapong (Bangkok, 13 de septiembre de 1984 -Nonthaburi, 24 de febrero de 2022) fue una actriz, modelo y cantante tailandesa.

## Biografía
Hija de Sophon y Pataratida Patcharawirapong. Fue actriz en cine y televisión. Estuvo en pareja con el también artista Phakin Khamwilaisak desde 2013 a 2015.
Nida Patcharaweeraphong falleció el 24 de febrero de 2022 a los 37 años, tras caer de la lancha en el río Chao en Tailandia.

## Filmografía
- 2003, Fantasma de Mae Nak
- 2010, Cocina tu corazón
- 2016, Pad 888 fuerte hasta el infierno
- 2018, Amo a los trece
- 2018, El último Héroe,  como segunda consorte del rey birmano